# Astronomy Picture of the Day

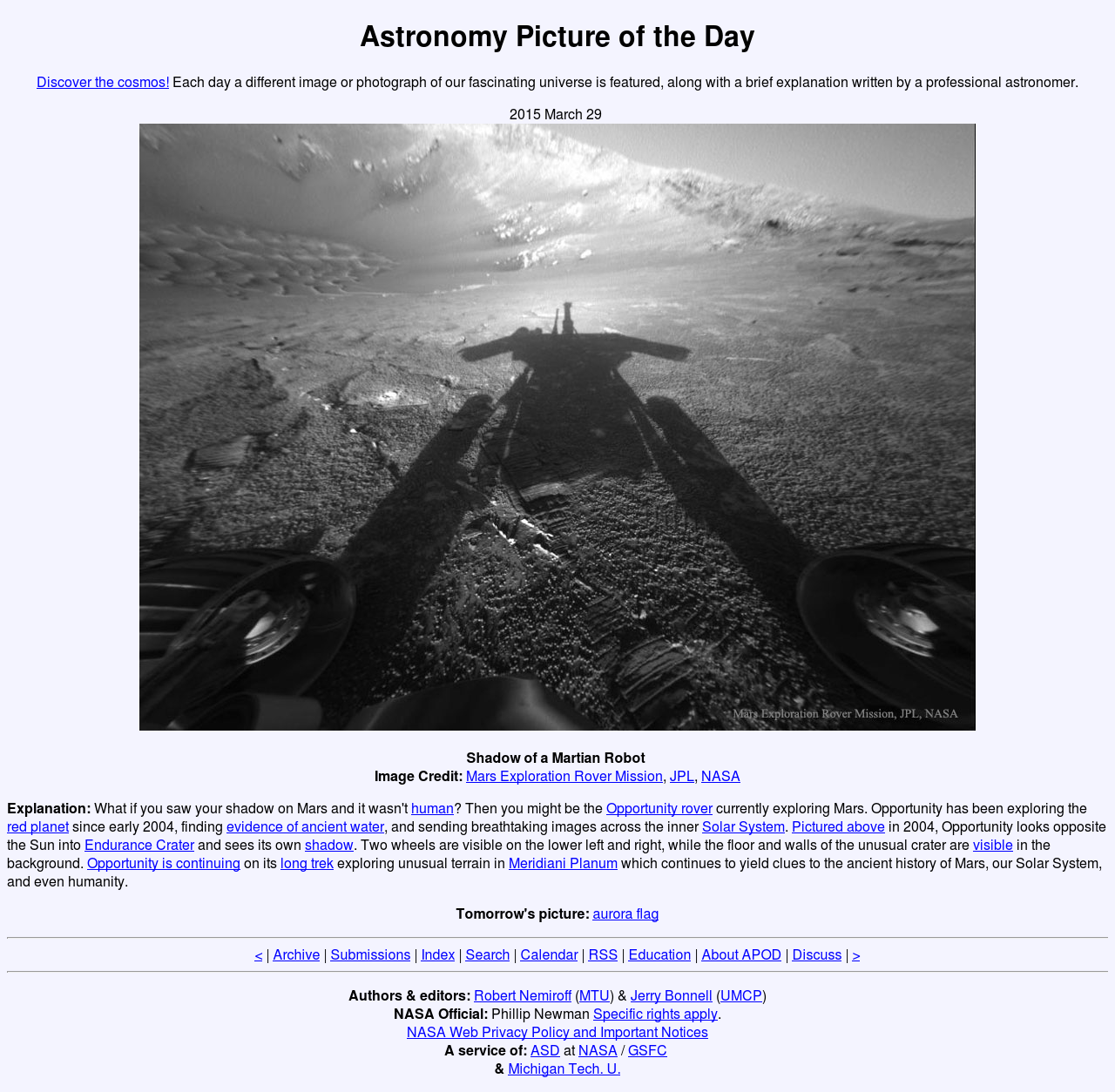
2015년 3월 29일자 APOD 홈페이지 캡처화면. 화성 탐사로봇이 행성 표면에 그림자를 드리우고 있다.

Astronomy Picture of the Day(APOD)는 NASA와 미국 국립과학재단, 미시간 공과대학교(MTU)가 제공하는 웹사이트로 우주 및 천체 사진을 다루고 있다.

## 상세
이 웹사이트는 우주 사진을 하루 단위로 교체하여 게시하는데, 사진 하단에는 전문 천문학자가 집필한 간략한 사진 설명이 있다. APOD가 게시한 FAQ(자주 묻는 질문) 답변에 따르면 언제나 새로운 사진이 올라오는 것은 아니며 오래된 것을 재사용하는 경우도 있으나, 기존사진은 최소 1년은 지나야 재활용할 수 있고 같은 내용이라도 보다 고화질의 파일로 바꿔서 제공하거나 혹은 사진설명을 새롭게 바꾸는 등의 원칙을 적용하고 있다.
1호 게시일은 1995년 6월 16일이었다. 첫날 조회수는 14회에 불과했으나 2012년에는 누적 10억 회를 기록했다. 2014년 기준으로 21개국 언어판으로 번역되어 제공되고 있다.
가끔 천문학 및 우주 탐사 이벤트가 벌어질 때 동시적으로 관련된 사진을 게시하기도 한다. 사진 아래 전문가의 설명에는 하이퍼링크를 걸어 놓아 클릭하면 보다 자세한 정보를 볼 수 있다. 게시물은 가시광선 사진, 자외선·적외선 영역 사진(의사색채, false colors), 동영상 클립, 천체예술가 상상화 등 다양하다. 이전 사진들은 모두 APOD 저장소에 있어 필요한 사람은 일자별로 클릭하여 열람할 수 있다. 대부분 게시물은 NASA가 자유롭게 사용하도록 허용하고 있으나, 일부는 NASA 외부 개인이나 기관이 소유하고 있고 저작권이 적용된다.

## 사진첩

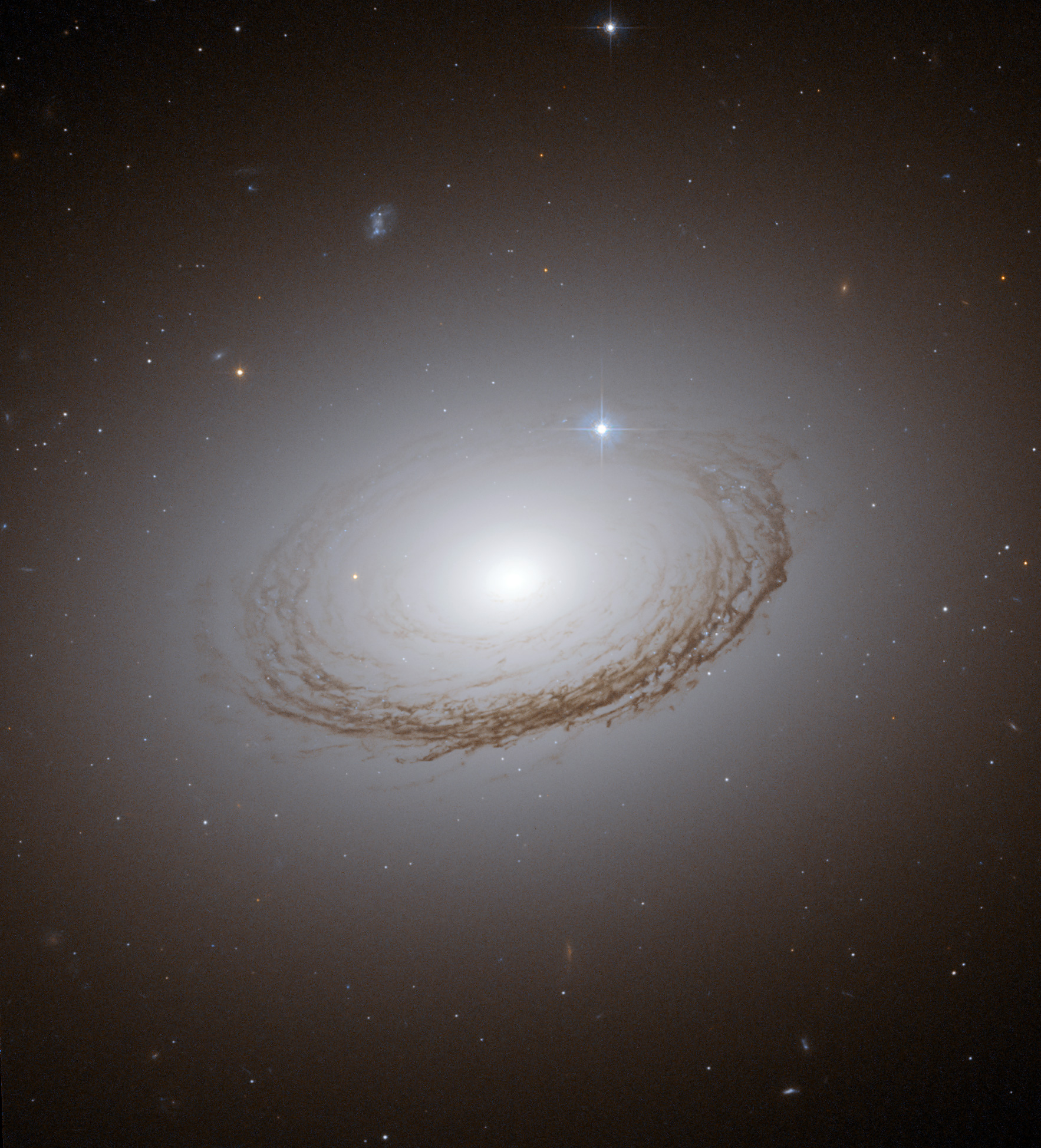
먼지 띠 구조가 있는 NGC 7049. 2009년 4월 8일 게시물.
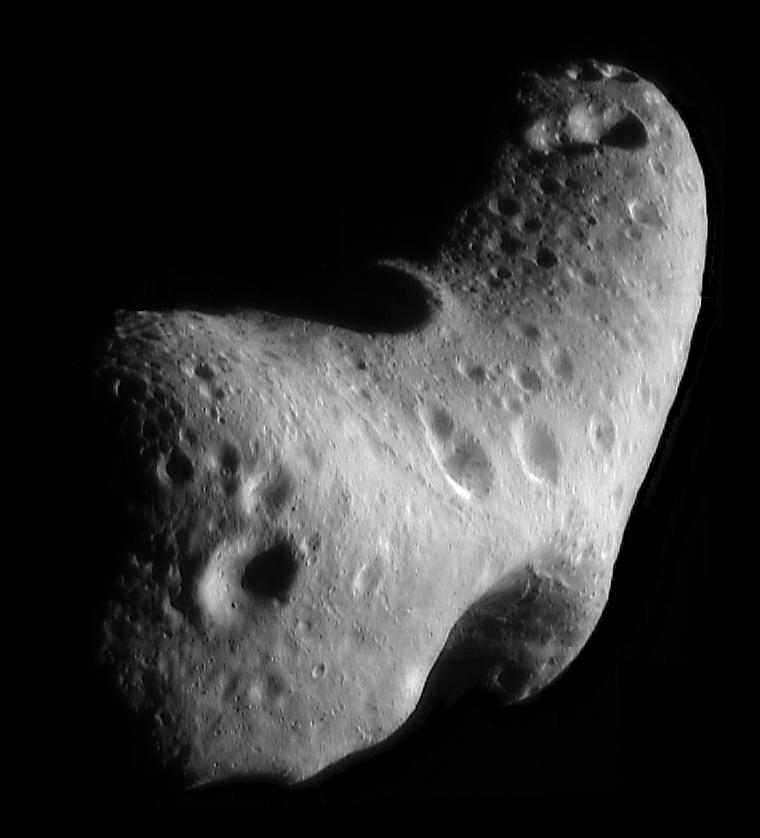
니어 슈메이커 우주선이 촬영한 소행성 433 에로스의 사진. 2009년 6월 7일 게시물.
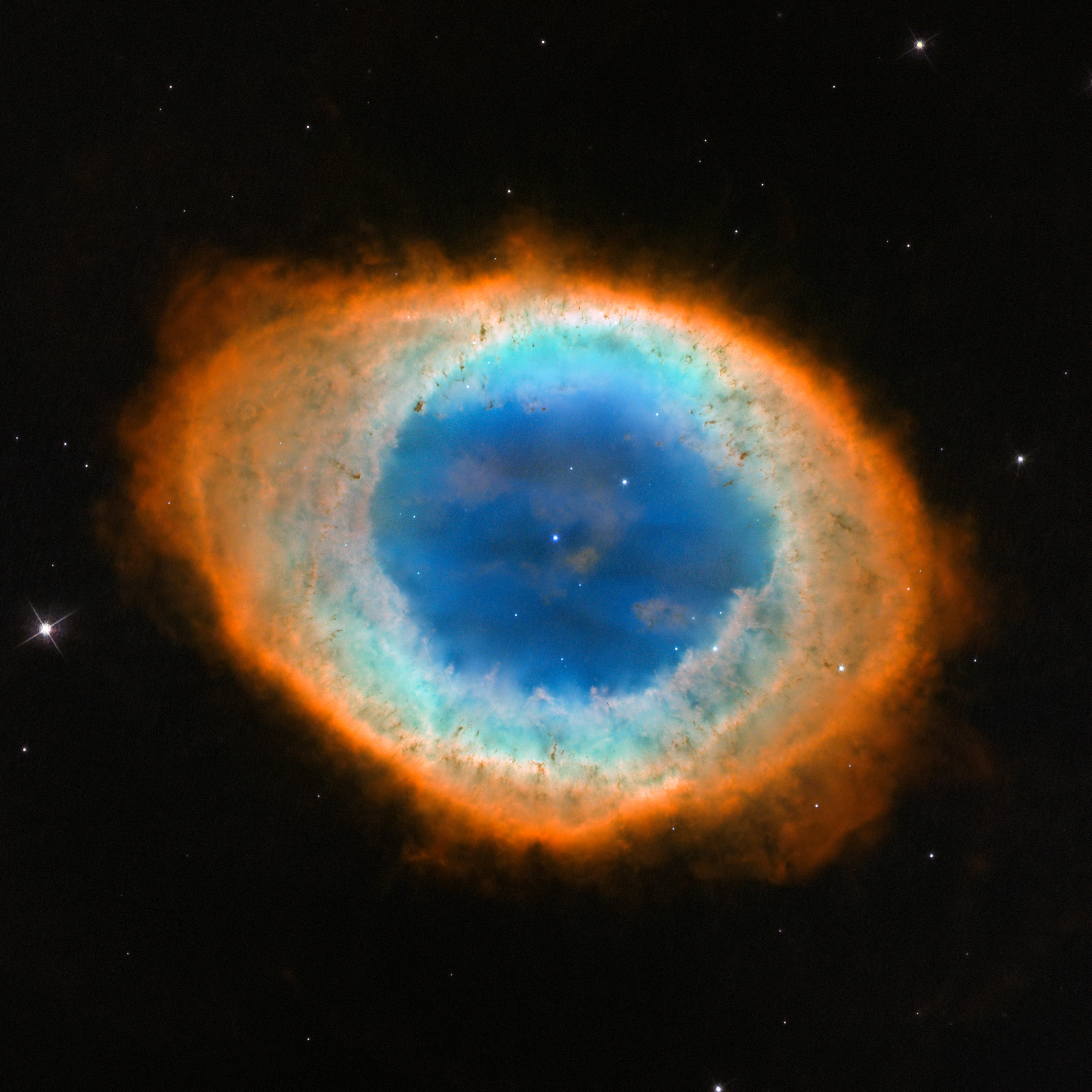
고리 성운. 2013년 6월 5일 게시물.
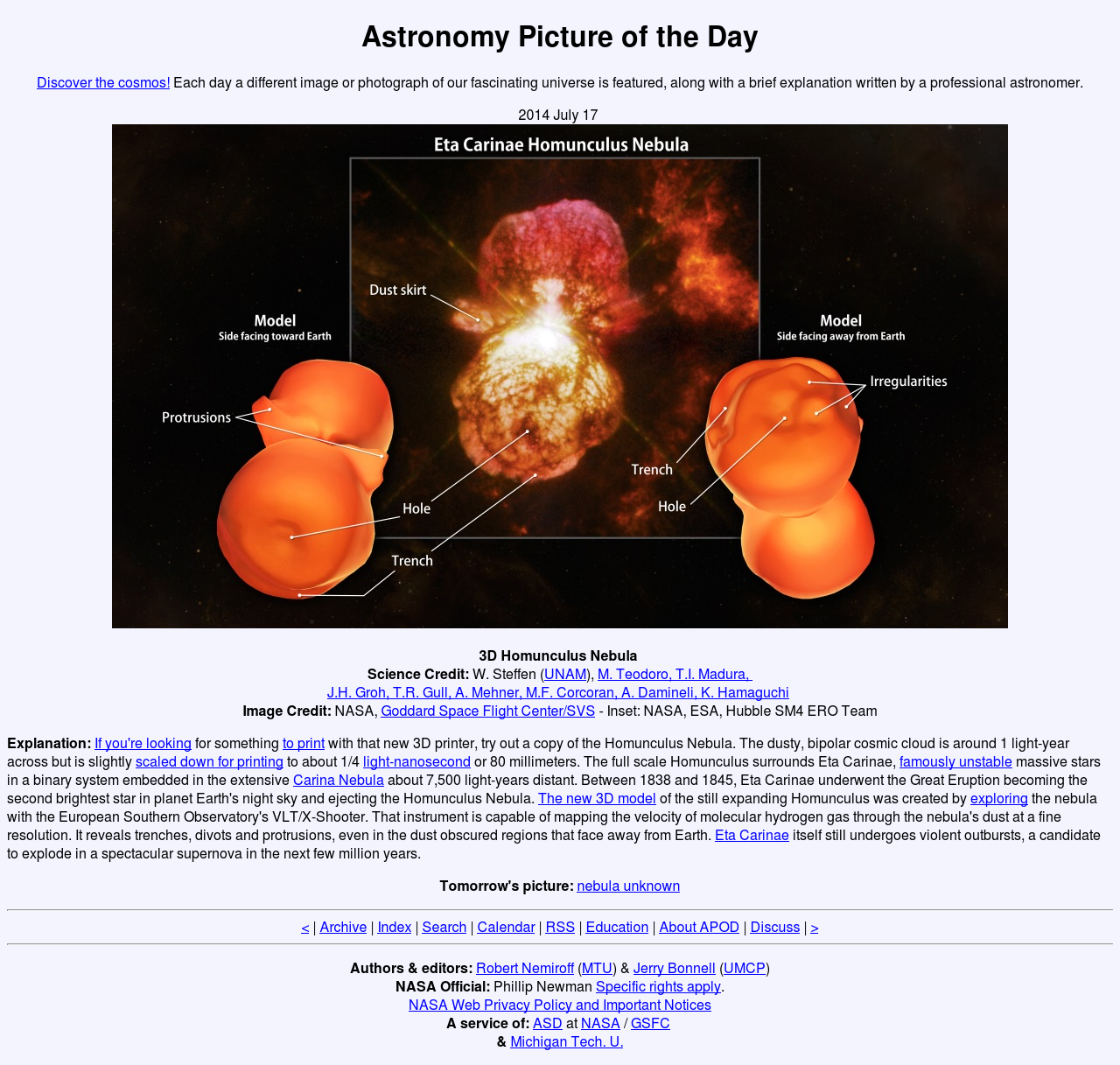
2014년 7월 17일 게시물. 3차원 모형으로 구성한 호문클루스 성운.